# Autographa aemula
Autographa aemula är en fjärilsart som beskrevs av Ignaz Schiffermüller 1776. Autographa aemula ingår i släktet Autographa och familjen nattflyn. Inga underarter finns listade i Catalogue of Life.